# Ordre de l'opération Bokassa
Pour les articles homonymes, voir Bokassa.
L’ordre de l'opération Bokassa est une ancienne décoration honorifique de la République centrafricaine. 
Il a été créé le 16 novembre 1970 par Jean-Bedel Bokassa, alors président de la République centrafricaine, pour récompenser les mérites éminents rendus au service de la République dans tous les domaines et favorisant le développement national. L'ordre n'est plus attribué depuis 1979, date du renversement de l'empereur Bokassa Ier, mais son port est toujours toléré.
L'ordre comporte trois grades (chevalier, officier et commandeur) et deux dignités (grand officier et grand-croix).